# (Keep Feeling) Fascination
(Keep Feeling) Fascination ist ein Lied der britischen Synthpop-Gruppe The Human League aus dem Jahre 1983. Es wurde von Jo Callis und Philip Oakey geschrieben und komponiert und 1983 als Single veröffentlicht.

## Hintergrund
Zeitlich zwischen den Alben Dare! und Hysteria angesiedelt, stellt (Keep Feeling) Fascination die letzte  Zusammenarbeit mit dem Produzenten Martin Rushent dar, der zu Beginn der Produktion von Hysteria die Arbeiten im Streit verließ. Im Lied singen alle Gruppenmitglieder Philip Oakey, Susan Ann Sulley und Joanne Catherall mehrere Refrains, und kurz ist auch Jo Callis zu hören, der ansonsten kaum als Sänger in Erscheinung trat. In den britischen Charts erreichte der Titel Platz 2 und verfehlte nur knapp die Spitze. Später wurde die Single in den USA veröffentlicht und erreichte Platz 8 der Billboard Hot 100, außerdem wurde es der erste Nummer-eins-Hit von The Human League in den U.S. Hot Dance Music/Club Play Charts.
Die B-Seite zu (Keep Feeling) Fascination ist das Stück Total Panic, eine frühe Instrumentalversion des Liedes Don’t You Know I Want You, welches auf dem nächsten Album Hysteria veröffentlicht wurde.
Neben der Singleversion wurde das Lied auch auf einer EP namens Fascination in zwei alternativen Versionen veröffentlicht: Als „Extended Version“ mit einer Länge von 4:56 Minuten und als Improvisation mit einer Länge von 6:12 Minuten. Beide Versionen wurden ebenfalls von Rushent in seinen Genetic Sound Studios produziert; die Extended Version wurde von Chris Thomas  gemischt, der neben Hugh Padgham auch die Produktion für Hysteria übernahm. Die EP wurde wenige Tage vor der Single veröffentlicht und am 1. Mai 1983 von der British Phonographic Industry (BPI) mit einer Silbernen Schallplatte ausgezeichnet.
Die farbliche Gestaltung der Single richtete sich nach einem kurzlebigen Farbcode, den The Human League ins Leben gerufen hatte: Der Hinweis „Red“ (dt. „rot“) sollte für einen Dance-Track stehen, die blaue Unterlegung wiederum symbolisiert einen Popsong.

## Musikvideo
Das Musikvideo zu (Keep Feeling) Fascination wurde in Newham, London, gedreht, einem zu dieser Zeit weitgehend geräumten und zu Abriss und Neubebauung freigegebenen Stadtteil. Das Musikvideo zeigt, wie die Bandmitglieder mit einer Karte von London nach einem bestimmten Ort suchen, der auf der Karte mit einem roten Punkt markiert ist.
Das Haus, das auf der Karte markiert ist, und die nahe Umgebung (die Kreuzung zwischen der 1st Avenue und der 3rd Avenue) sind komplett rot gestrichen; gleiches gilt für ein in der Nähe geparktes Auto. Am Anfang des Videos sieht man die Karte von London, dann wird gezoomt, bis die Kamera durch ein Fenster bis in einen grau gestrichenen Raum fährt, wo die Band spielt.
Die Regie zum Musikvideo übernahm Steve Barron. Alle Szenen, in denen die Band zu sehen ist, wurden in einem Studio gedreht; Susan Ann Sulley sagte, dass das Haus von einer Familie bewohnt war, während es gestrichen und die Szenen dort gedreht wurden. Das Haus blieb für mehrere Wochen rot, bis es im Sommer 1983 abgerissen wurde.

## Sonstiges
- Das Lied wird im Spiel Grand Theft Auto: Vice City auf dem New-Wave-Radiosender Wave 103 gespielt.
- Das Lied ist Bestandteil der Filmmusik von Fever Pitch (2005) und Leg dich nicht mit Zohan an (2008).
- Eine Coverversion des Liedes von Rob Crow (von Pinback), war 2010 in der Werbung zu Kingsford Charcoal zu sehen.[4]
- Eine weitere Coverversion stammt von der mexikanischen Popgruppe OV7 und wurde auf deren Album Siete Latidos (2001) veröffentlicht.[5]
- Eine Remixversion des Liedes ist der Hintergrund eines Werbespots für das Smartphone Samsung Fascinate.